# Movimiento de la revolución islámica (Afganistán)
El Movimiento de la Revolución Islámica (Harakat-i-Inqilab-i-Islami, en persa: حرکت انقلاب اسلامی افغانستان‎) es un grupo de muyahidines afganos tradicionalistas islamistas (en oposición a los islamistas revolucionarios) que lucharon contra las fuerzas soviéticas durante la Guerra Afgano-Soviética. El movimiento, que ha protagonizado en los años 1980 y principios de los años 1990 algunos de los sucesos militares destacados del país, fue el más grande de los movimientos políticos (Tanzim) de Afganistán durante los años 1980.

## Descripción
El movimiento, encabezado por Mohammad Nabi Mohammadi, operaba en las provincias afganas del sur y del este, en particular las de Kandahar, Helmand, Uruzgan, Ghazni, Paktika y Wardak, y se destacó más por sus influencias políticas que por su fuerza militar, la cual era menos pronunciada que la de los otros movimientos que formaron parte de la Coalición de Partidos Muyahidistas, como el partido de Gulbuddin Hekmatyar (Hezb-i-Islami) o el de Ahmad Shah Masud.
Durante la década de 1990, el grupo cayó en decadencia. La mayoría de sus seguidores más tarde desertaron y se unieron al grupo talibán, incluido el líder espiritual de los talibanes, Mohammad Omar. El movimiento también se vio debilitado por la fundación del separatista Partido Nacional y la prosperidad Islámica de Afganistán, formado por Maulawi Muhammad Osman Salekzada. 
Después de la muerte de Mohammed Nabi Mohamadi en Pakistán en 2001, el liderazgo del movimiento fue asumido por su hijo Ahmad Nabi Muhammadi. Es cuando el nombre del movimiento se cambió a Movimiento de la Revolución Islámica y Nacional de Afganistán (Harakat-e Inqilab-e Islami wa Melli-ye Afganistán).

## Actualidad
El movimiento, que desde 2001 se había mantenido al margen de la política nacional, retornó a la escena política en 2015 con nuevas propuestas, con una campaña que recuerda su influencia en las últimas décadas del siglo pasado, con el motivo de convertirse en interlocutor entre el gobierno afgano y los talibanes. Con su crítica moderada hacia las políticas del actual Gobierno de Unidad Nacional, se hizo pasar por una voz moderada en un ambiente político cada vez más contrario a la continuidad del gobierno.